# 세르지우 코스타
세르지우 코스타(포르투갈어: érgio e Castro Costa, 1973년 11월 18일~ )는 포르투갈의 축구 지도자로 2018년부터 2022년까지 대한민국 축구 국가대표팀의 수석 코치를 역임했으며 현재 아랍에미리트 대표팀의 수석 코치로 재직 중이다.

## 지도자 경력
대한민국 축구 국가대표팀의 수석 코치로 재직하였다.